# Пріямвада Натараян
Пріямвада (Прія) Натараян (англ. Priyamvada Natarajan) — професор астрономії та фізики в Єльському університеті. Відома своєю роботою над картографуванням темної матерії та темної енергії, а також дослідженнями гравітаційних лінз та надмасивних чорних дір.

## Біографія
Прія Натараян народилася в Коїмбаторі (Тамілнаду, Індія) у родині науковців; одна з трьох дітей. Виросла в Делі, де відвідувала приватну середню школу.
Вивчала фізику й математику в Массачусетському університеті. У 1991–1993 роках також була учасницею програм з науки та з технології і суспільства. Завершила дипломну роботу з теоретичної астрофізики в Інституті астрономії Кембриджського університету в Англії, де була членом Триніті-коледжу. Провадила післядипломні дослідження в Канадському інституті теоретичної астрофізики в Торонто (Канада).

## Галузі досліджень
Досліджує такі розділи:
- гравітаційні лінзи;
- скупчення галактик;
- акреційні диски;
- формування галактик і роль квазарів;
- подвійні чорні діри;
- гамма-випромінювання.

## Нагороди й премії
- Emeline Conland Bigelow Fellowship у Radcliffe Institute Гарвардського університету (2008)[2]
- Guggenheim Fellowship (2009)[3]
- премія «Обличчя майбутнього» від India Abroad Foundation (2009)
- премія за академічні досягнення від Global Organization для People of Indian Origin (GOPIO)
- член Королівського астрономічного товариства (з 2009), Американського фізичного товариства (2010) та Explorers Club (2010)
- JILA Fellowship (2010)
- премія India Empire NRI за досягнення в науці (2011)
- була запрошеним дослідником Наукового інституту космічного телескопа в Балтиморі за програмою Caroline Herschel (2012)[4].

Крім посад у Єлі та Гарварді, є також професором Копенгагенського університету та почесним професором університету Делі.
Є членом редколегії журналу Nova ScienceNow.